# Aplosonyx inornatus
Aplosonyx inornatus es un coleóptero de la familia Chrysomelidae. Fue descrita científicamente por primera vez en 1892 por Jacoby.